# 三橋さゆり
三橋 さゆり（みつはし さゆり）は、日本の国土交通技官、ダムマイスター、気象予報士。市原市副市長や、国土交通省水資源部長、内閣官房水循環政策本部事務局長を務めた。ダムカード発案者。女性初の土木キャリア技官で、女性初の河川事務所長なども務めた。

## 人物・経歴
静岡県袋井市出身。東京工業大学（のちの東京科学大学）工学部土木工学科に初の女子学生として進学し、1991年同大学大学院土木工学専攻修士課程修了。同年女性初の土木キャリアとして建設省入省、中部地方建設局。
建設省関東地方建設局江戸川建設監督官、建設省関東地方建設局河川部河川管理課長、内閣官房都市再生本部事務局参事官補佐、国土交通省河川局河川環境課専門官、国土交通省総合政策局事業総括調整官室交流連携事業調整官などを経て、2009年から女性初の河川事務所長として国土交通省関東地方整備局荒川上流河川事務所長を務めた。
2012年市原市副市長。2014年国土交通省水管理・国土保全局河川環境課河川環境評価分析官、土木学会ダイバーシティ推進委員会委員。2017年国土交通省関東地方整備局利根川上流河川事務所長。
2020年国土技術研究センター調査第一部副参事。2021年国土交通省水管理・国土保全局水資源部長、内閣官房内閣審議官（内閣官房副長官補付）、内閣官房水循環政策本部事務局長。
2022年日本建設情報総合センター審議役、日本ダムアワード実行委員会委員。2023年日本建設情報総合センター研究助成審査委員会委員。ダムマイスター、気象予報士、応用地形マスターⅡ級。

## 著書
- 『山の向こうから水を引け！　地図と地形でわかる日本の川と流域外分水』実業之日本社 2024年